# 瀬戸の花嫁の登場人物
瀬戸の花嫁の登場人物（せとのはなよめのとうじょうじんぶつ）では、木村太彦の漫画作品『瀬戸の花嫁』ならびにそれを原作とした同名のアニメ作品に登場する人物について詳述する。
声優は2004年版のドラマCD版/テレビアニメ版の順。

## 満潮家
満潮 永澄（みちしお ながすみ）
声：鈴村健一 / 水島大宙（幼少時代：阿部幸恵）
本編の主人公。埼玉に住み、磯野第八中学校の二年一組に通う極平凡な中学生。夏休みに祖母が住む田舎である瀬戸内に遊びに行った際、海で溺れたところを人魚である燦に助けられ、その際「人魚の姿を人間に見られたら、どちらかが死ぬか、身内になる」という人魚の掟により選択肢を迫られ、燦と結婚することを選ぶ。埼玉に戻ってからは燦と生活する事になるが、周囲には燦は自分の親戚ということにして婚約している事は隠している。彼女と同居すると自分の部屋を彼女の物とし、自らは屋根裏に住むこととなる。命の恩人である燦を大切に想っており、燦の危機には何度となく自分の命を顧みず燦を助けている。 当初は本当に極平凡な人間ではあったが、命の恩人である燦に対する恩義もあってか、燦に本気で惚れられるような男になる事を目指して“侠（おとこ）”を磨いていく。そのため、物語が進むにつれて侠気を見せてゆく。生命力は魚人並みに高く、また、日頃から常人とはかけ離れた運動能力を持つ魚人たちに追いかけ回されているために、彼自身の運動能力や反射神経もかなり鍛えられている。 また、留奈がデビュー曲を発表した頃からのファン。エログッズ（留奈の高い写真集など）を買い込んでいる。 留奈、悟などのせいで貧乳好きだと思われがちだが、本人は否定している。 小学2年生の頃に巡にしごかれ「カルタキング」のあだ名を持つほどカルタが強く、かなり強い相手が気付かないうちにカルタを取る事ができるほどの実力。成績はあまり良くなく補習の対象となっているが、知恵は回る。
アニメ版では「特殊アビリティ」として「危険感知」「危険回避」「攻撃回避」、更にアニメ版最終回では燦の特殊能力無し（自力）で自立型超戦士へと超戦士へと変身。銃弾を素手で受け止め敵である源義魚を数百メートル殴り飛ばすほど、魚人をも遥かに凌駕する超人的パワーを炸裂させるに至ったが、そこまでのプロセスは不明 ハウリングボイスで何度も鼓膜を破られたために耳が遠くなっており、留奈の戦いの詩に対しても人間で唯一効果がなかった。が、燦の眠りの詩や英雄の詩が普通以上に届くのは双方の双方への思いの強さによるものだと思われ、アニメ版では「人魚の詩を受け過ぎていつの間にか耐性が出来た」と言う、上記の超人的設定になっている。銃弾を素手で受け止め敵である源義魚を数百メートル殴り飛ばすほど、魚人をも遥かに凌駕する超人的パワーを炸裂させるに至った。留奈の戦いの詩に対しても人間で唯一効果がなかった。が、燦の眠りの詩や英雄の詩が普通以上に届く。「人魚の詩を受け過ぎていつの間にか耐性が出来た」と言う、上記の超人的設定になっている。
永澄の父
声：島田敏 / 伊丸岡篤
永澄の父親。本名不明。スクウェア・エニックスの社員。満潮家の大黒柱であるはずなのだが、留奈の満潮家滞在などによって、もはやその威厳は見る影もない。大怪我をしても誰にも心配されず、またアニメ版では朝食時に燦や留奈も含まれている家族の中に入れてもらえず一人で朝食をとっているなど、ある意味永澄より不幸な男である。
アニメ版では満潮母が政の男気に惚れたことで涙を流す場面が多くなっている。
永澄の母
声：天野由梨 / 並木のり子
永澄の母親。本名不明。優しい性格だが、身内には意外と毒舌で容赦がない。自宅が燃えても、息子が犯罪者の一歩手前になったように見えても一切動揺しない大物。母親のいない留奈の母親代わりのような存在になっている。実は「カルタ帝王（エンペラー）」の異名を持つ、巡のカルタの師匠。その実力は永澄と巡を一蹴した明乃に完勝するほど。キャラクター紹介では「典型的な童顔母さん」と称される。
アニメ版では、政の男気に惚れたという設定が追加され、虎視眈々と不倫関係に持ち込む事を狙っている。好きなタイプは「かわいらしい人」のようだが、アニメでは「ダンディーな渋い男」になっている。
永澄の祖母
声：定岡小百合 / 松島栄利子
瀬戸内に住んでいる永澄の父方の祖母。本名不明。人魚の事を少なくとも伝承では知っていた節がある。
永澄の祖父
声：なし / 長克巳
永澄が小学5年生の時に他界した人物、永澄の父方の祖父。。本名不明。永澄曰く、ジブリに出て来そうな髭が特徴的。漫画版では8巻で永澄が燦と明乃の竹刀による打撃を顔面と後頭部に食らった際、三途の川のシーンで初登場し、それ以後も永澄が同様の状況になると共に登場する事もあり、アニメ版では第2話に登場している。

## 瀬戸家&関係者
瀬戸 燦（せと さん）
声：田中理恵 / 桃井はるこ
瀬戸内魚類連合瀬戸組組長の一人娘で、本作のヒロイン。鮮やかなピンク色の尾びれを持つ人魚の少女。海で溺れていた永澄を助けたときに人魚化した姿を見せてしまい、魚人族の掟を守るために永澄と結婚することを決めた。元々は瀬戸内海に住んでいたが、結婚を決めて以後、嫁として筋を通すために埼玉の永澄の家に嫁いできた。誕生日は名前が「さん」ということもあって3月3日と後付けされた。ただし、本人は自分の名前を数字の3とかけて覚えられるのは嫌らしい。普段は天然ボケな性格で人当たりが良く、いろんな人物を惹きつける。得意料理は魚料理だが「共食い」になるため滅多に食べない。猫が苦手で、子猫でもあまり近づこうとしない。家が極道一家のため警察の類も苦手。一見普通の女の子のように見えるが、ヤクザ育ちのため仁侠にこだわっている。 足に水がかかると人間の姿を保てず人魚に戻ってしまう。湯の方が水よりも耐えやすいらしく、また人魚の足でいる方が楽らしい。 学校では留奈と並びアイドル化されており、その人気を留奈が来るまで永澄は気づいていなかった。年のわりには発育が良く、留奈とは対照的。口癖は「仁侠（にんきょう）と書いて人魚（にんぎょ）と読むきん!」。 誤解から始まったルナと永澄の縁組発表には刀一本で宴を壊しに入ったりしている。 かなり忘れっぽい性格で幼なじみのルナなどの存在を再会するまで忘れていた。人魚としての能力で声を使い相手を眠らせたり、強化したり、物を破壊することができる。また、昔、苛められていた丸子を助けるため、政に「不知火流」の剣術を教わり、それを使いこなす。腕も一流で、普通の構成員では彼女に太刀打ちできず、同じく「不知火流」を使いこなす明乃と互角に渡り合うほどの腕。幼い頃は「刃物を持ってはダメ」と言う蓮からの言いつけで、刀の代わりに棍棒を使っていた。永澄の事を大切に思っているのだが、基本的に天然のため、勢いでハウリングボイスを使い永澄の鼓膜を破ることもたびたびあった。 その性格のため永澄のタイプが政だと勘違いし、振り向かせるよう努力しようとしたりする。魚人族の掟を守るために永澄と結婚するが正式な婚約ではないためか、最終的な婚約者を誰にするかは永澄の自由にさせる。しかし、最終話で漢を見せた永澄から改めてプロポーズされ、結ばれた。好きな異性のタイプは“番長のような傷だらけの男”であり、その点は明乃と似ている。仁義に関するものが好きなため、ブン太・ウィリスのファンで、そのため、同じブン太ファンの悟と仲がいい。 最終回で、実は序盤の溺れた永澄を救うために人工呼吸を施していた（=本当の彼のファーストキスの相手だった）ことが判明する。
名前の由来はSun=太陽。瀬戸内海から来ている。
瀬戸 豪三郎（せと ごうざぶろう）
声：内海賢二 / 三宅健太
瀬戸内魚類連合瀬戸組組長。燦の父親。『瀬戸の昇り竜』や『岩の豪三郎』という異名もあり、構成員からも慕われている。いまだに子離れをしておらず、燦のことを溺愛している。そのため、結婚相手である永澄のことをよく思っておらず、ボーフラと呼び、いつか亡き者にしようとしていたり、運動会で露骨に娘をえこひいきしている。たが、最近は政の記憶を戻させないために手を組んだりなどして、あまり殺す気はない。小さいころ猫に耳を噛まれて化膿しそうになって以来、猫が苦手という弱点はあるが、腕っ節は強く、腕力で対等に張り合えるのはルナパパくらいのもので人間では太刀打ちできない。燦曰く、暴走すると明乃ですら手に負えないほど危険な状態だと言われている。妻の蓮にはまったく頭が上がらない様子。埼玉に舞台を移した後は、永澄や燦がいる二年一組の担任（後に三年一組）というより「組長」兼国語の教師として埼玉に居座っている。ただし教職については、職員会議で寝ていたため、修学旅行の連絡を前日ギリギリにしている。浮気相手も多い。永澄父とは1対1でも酒を飲む仲。悟の事を大層気に入っている。明乃のことをよく思っていない。情緒が小学生並でわがままであり、永澄から「ここに大きな子どもがいる」とツッコまれた。“お上”から抹殺命令が出た政の命を案じてその身を匿ったり、そのことで普段毛嫌いしている永澄に筋を通して協力を求めたり、政の過去を打ち明けるかどうかの判断を“侠”として永澄に任せていることから、根は筋の通った“侠気”のある人物。
実は「昇り竜」という異名は単なる誇張ではなく、本来の姿そのものが魚人の中でも最強の種族と目される竜である。元の姿に戻ると、人化の時よりも何倍にも巨大なワイバーンとなる。
瀬戸 蓮（せと れん）
声：三石琴乃 / 鍋井まき子
豪三郎の妻。永澄と燦の結婚を勧めた人物。よくできた人物で、永澄と燦の事を応援しており、暴走する豪三郎を止める事も多々ある。基本的には豪三郎その他組員は彼女に頭が上がらない。そのため、瀬戸組の暴走の最終的なストッパーとしての役回りが多く、アニメでは豪三郎、政、藤代を磔にしたりバズーカで吹き飛ばしたりとかなり過激。現在は永澄の学校の養護教諭として活動中。大人の魅力で永澄をからかうこともあり。また、メイド服に興味を示していたりと愉快な性格の持ち主でもある。 豪三郎と一緒に満潮家の近くのマンションで暮らしていて、外出時はスポーツカーを乗り回し、埼玉暮らしを結構楽しんでいる。実力は不明だが、耳栓付きとは言え燦のハウリングボイスの直撃を受けても微動だにしない。 豪三郎のやりすぎともいえる“娘かわいさゆえの暴走”や浮気などで夫婦喧嘩が絶えないが“惚れた弱み”でいつも豪三郎の完敗が、それでもアニメ版のみの設定では理想の男性像は“豪三郎のような男”。名前の由来はセイレーンから。
政（まさ）
声：竹本英史 / 村瀬克輝
瀬戸組の若頭で燦に剣を教えた人物。別名「瀬戸内組唯一の良心」。アフロにサングラスが特徴。男気あふれる人物で、男でも心を打たれるような言葉を発することもしばしば。最初から永澄と燦の事を応援している数少ない人物で、永澄の侠気を認め、たびたび永澄にアドバイスをしている。永澄のファーストキスの相手であり、そのためか永澄からも慕われている。現在は永澄の学校の数学教師。また、明乃と同じく不知火流の使い手であり、剣術の腕前は明乃以上。実は豪三郎を監視にきた役人にして明乃の兄である（記憶喪失前の声：池田秀一）。10年前に自らの一言に激怒した豪三郎の暴走により顔面を強打した事で記憶喪失に陥った。その件を取り繕うと豪三郎が「行方不明」と誤魔化したが、それを「任務放棄」と見做した役所から処刑命令が出ている。永澄と豪三郎から話を聞いて明乃の兄である事や修練剣士だったと言う事は認識し、以後明乃のことを影から見守っている。事情を知って以降は多少シスコン気味になり、妹の生写真を財布に入れるなどしている。秀吉とは妹萌えの仲間だが、秀吉とは違い、実の妹にしか興味がないが、政自身は妹萌えの意味を曲解している節がある。
アニメ版では豪三郎の折檻により意識を失った中、過去の自分と邂逅する形で記憶を取り戻すが、瀬戸内組や磯中の生徒たちへの愛着等から敢えて過去と決別し、「政」としての自分を選択した。第14話では記憶を失っているにもかかわらず、「昔は猫が嫌いだった」と言う矛盾した描写が見られるが、「（アニメ）公式ガイドブック」でその回の脚本を担当した中村浩二郎曰く、「ノリを削ぎかねなかったので、敢えてそのままにした」との事である。
またアニメでは本編に登場していない時、「今日の政さん」というおまけコーナーに出演している。ギョパネット瀬戸内の司会名義は「ミスターダンディー」。アニメ版の政は声を演じる村瀬とそっくりであるが、これはスタッフが意図的に村瀬をデザインモデルにしたため。
巻（まき）
声：斎藤千和 / 桑谷夏子
瀬戸豪三郎の懐刀であり、燦の親友兼護衛。身長がソフビ人形サイズの巻貝の人魚。体が小さく、変身した姿がないという、人魚の中でもかなり特殊な存在。人化すると中島のようにかなりサイズが変わる。背中に巻き貝を背負っているが、武装の一つで体の一部ではない。燦を慕うあまり、永澄をフナムシと呼び、亡き者にしようと狙っているヒットマン。だが、燦への恩義から侠を磨いていく永澄を一目置いている節もあり、巨大うつぼのうっちゃんに食われかけていた彼を助けたり、最近はよく行動を共にしたりもする。燦に同行して満潮家に居候しており、永澄や燦の鞄に入り込んでよく学校に行っている。燦や人前では基本的に猫をかぶっているが、永澄や留奈に対しては本性をよく現す。委員長と仲が良く、彼女を助けることもある。委員長の手によって、ネットアイドル「マキたん」としても活躍中。そのため、秀吉には永澄が「マキたん」の人形を持っていると思われている。 男を選ぶ基準は“巻貝”らしい。 武器は河豚毒が塗られた刀「河豚刺（フグサシ）」と、高圧の水をマシンガンの様に打ち出すことができる貝で水圧を利用した飛行も可能。この貝は従来乗って使う事しかできなかったが、後にサーたんによって改造を施され、中に入ったままでも使えるようになった。
人間にも負けない強さを誇るが、人魚の天敵である猫は苦手で、子猫にすら抵抗できない。また、人形サイズのため人間社会でのバイトもままならず、永澄よりも財政難である。
シャーク藤代（シャーク ふじしろ）
声：中井和哉 / 子安武人
鮫の人魚。人間の姿で3年零組の担任と体育の教師として活動している。瀬戸組では主力の戦闘要員。永澄を亡き者にしようとしている。全身を、または顔のみを瞬時に鮫化することができ、コンクリートの壁を食いちぎることも可能。組の中ではかなり強い。永澄を襲う出来事が八中の七不思議として数えられ、不知火明乃の人魚試験失格候補に挙がったことがある。最近は豪三郎の命令や永澄が体育の授業をサボる時以外襲う事はない。
表情に乏しく、語尾を上げる半疑問形の話し方をする。根本的に人間の常識というものには疎い。埼玉まで来て教師ごっこをやっていることにはあまり乗り気ではないらしく、さっさと騒動を終わらせて瀬戸内に帰りたがっている。普段は女の部屋に転がり込んで暮らしている。 原作で一時期登場頻度が激減したのとは対照的に、アニメではほぼコンスタントに登場している。巡の所属する陸上部の顧問のため巡とは会う機会が多く、他の磯中の人間よりも巡とは親しい。
また、アニメ版では人間の姿ではさめているが、魚人に戻ると永澄を襲うときなどハイテンションになる性格のギャップが明確になっている。その上、携帯の待ち受けは自身から逃げる永澄の写真を使っていたり、「永澄君を食べていいのは僕だけ?」と台詞等、永澄に対する執着が原作よりはっきりしている。 アニメ版でルナパパが初登場した際、彼を不法侵入者と看做していたため面識はない。アニメ版の20話で巡のキャラソン「GAP」を聞いているシーンがある。
オクトパス中島（オクトパス なかじま）
声：松本吉朗 / 矢部雅史
超巨大なタコの人魚。豪三郎達と一緒に永澄の家を訪れた際にも人間の姿の描写がされておらず、人化は苦手なようである。体は食べる事も可能なようで、たこ焼きの具にされたり調理実習に使われたりしてよく足が減っている。クラーケン山田といういとこがいる。
エラ呼吸三兄弟（ブリ夫、アジ太郎、マグ郎）
声：伊丸岡篤（ブリ夫）
声：藤井啓輔（アジ太郎）
声：原沢勝広（マグ郎）
正式名称は瀬戸組・豪三郎直属部隊「豪ちゃん親衛隊」。頭が悪く、巻からは「馬鹿共」と呼ばれていた。人間の姿になりきれておらず、顔はほとんど魚のままである。人化した姿は全員ほぼ一緒だが、アジ太郎のみサングラスをしているほか魚人化した際は体のサイズが実際の魚のサイズに近づく。永澄の学校の生徒となり、番長グループ「エラ呼吸三兄弟」として君臨している。永澄たちとは同学年。3人とも猫が苦手。戦闘能力は学校の不良グループを締めたことから人間より強いが明乃にすぐ倒されたため魚人同士の間では低い。人魚試験で明乃から失格宣告を受けて以降、それを取り消す事を条件に、明乃の手下と化している。永澄からは見分けがつけられていない。
腹マイトの銀二
声：園部好德
瀬戸内組構成員の1人。アニメでは磯中の理科の教師を担当している。常に腹にダイナマイトを巻いており、すぐに火をつけたがる危険人物。
泉（せん）
声：千葉繁
ドラマCDオリジナルのキャラクターでハリセンボンの人魚。豪三郎に恩義があり、永澄を亡き者にしようとしている人物の一人。鍼灸医という職業の裏側で針を使った暗殺を職業とする。

## 江戸前家
江戸前 留奈（えどまえ るな）
声：なし / 野川さくら
江戸前海系関東水中生物連合会会長の娘。準ヒロイン。ルナパパが海外人魚のため、ルナはハーフ。燦とは幼馴染で何かとライバル視する燦と同じく標準タイプの人魚。子供の頃、8年にわたり歌勝負で燦に負けていたため、自分の方が歌が上手いという事を証明するためにアイドル歌手となり、「LUNAR」としてシングル、アルバム共にオリコン1位を取るほどの人気で、そのため戦車も買える化け物カードを所持するほどのお金持ち。トップアイドルに登り詰めた後も燦への対抗心は衰えることなく、燦をいつか見返すことを目標にしている。スタイルのことを気にしており、そのことも燦に対抗心を燃やす一因となっている。普段は控えめだが、地は女王様気質の高飛車な性格で、自分のことを「私様（ワタクシさま）」と言う。明乃評して「負の感情を煮しめたような奴」、「人間失格」。しかし、地道な努力によって実力を磨いたタイプであり、学校とアイドルを両立させるために必死で勉強したり、燦たちを巻き込んでドラマでの演技の練習をしたりしている。父親ほどではないが不器用で、強がりを言ったり虚勢を張ったりすることが多い。何かと世話を焼いてくれる永澄の母には弱い。燦同様に人魚としての能力の詩を歌える。だが、親衛隊やSPを引き連れて自分の手駒として扱っている。燦同様に水にかかるとすぐに人魚に戻ってしまう。燦が埼玉に引っ越してからは、燦から婚約相手を奪うために東京湾から永澄の家に居候し、永澄たちと同じ学校、同じクラスに転入してくる。仕事が忙しいのが主因で成績はあまりよくない。誕生日は作者の都合で、燦と同じ3月3日になっている。永澄を「下僕」と呼び、当初は永澄を燦から奪う対象としか見ていなかったが、満潮家で一緒に暮らしていくうちに次第に彼に惹かれ、燦への当て付けとはいえ婚約発表をし、一度告白もしている（永澄には本気にはとられていない）。好きな男性のタイプは「キザで派手な大人の男性」。
アニメ版では芸能界の仕事で忙しいものの7話で登場して以降、登校しない回にも何らかの形で登場しているが、17話以降の明乃メインの話には登場していない。アニメのみ電気アンマで永澄を責める場面があり、靴下を脱いで裸足になることでリミッター解除する。 人気投票では人気キャラ、人気コンビ共に3位である。本人いわく「テンション上がんねー」。名前の由来はLuna=月と「江戸前」。
ルナパパ
声：なし / 玄田哲章
留奈所属事務所社長にして江戸前海系関東水中生物連合会会長。留奈の父親。建築土木業の社長も兼任している。名前が明かされていないため、永澄が「ルナパパさん」と呼んだのがそのまま使われている。人間に分類される登場人物たちは「ヒューマン」と呼ぶほか、会話に英単語を入れる。太平洋の血が流れていて外見は金髪の白人系、ターミネーター（アーノルド・シュワルツェネッガー）のようなキャラ。水銀の血が流れるとも言われ、「鋼鉄の男」と呼び恐れられて曲がいる。娘のことを異常なほど大事に思っているが、不器用なので心の内を言葉で上手く表現することができず、影からこっそり見守る。また、親バカが行き過ぎているため、留奈の事となると周りにどんな被害がでようとおかまいなし。しかし、豪三郎と違って基本的に娘に対しては理解があるので留奈と永澄の結婚も認めたことがある。母親の存在がない留奈を不憫に思っている。50時間踊り続けても息切れすらしないなど、生き物らしからぬ体力、筋力を持つ。ライバルである豪三郎との対戦で互角の戦いを繰り広げていたり、熊やゴリラを一撃で倒したり、娘の気持ちを理解するために入手したギャルゲーの影響で、政曰く「お隣に住む幼馴染萌え」なセーラー服にコスプレしたことがあり、それ以降その姿で登場する。アニメ版ではバズーカや衛星レーザーの直撃にも耐えている。また最終回では目からレーザーを発射していた。登場時にはターミネーターのテーマ曲に似た流れ、また「ターミネート!」と言いながらマシンガンをぶっ放すなどする。どの水生生物の魚人かは明らかにされていないが、「原作の木村先生が、あの、魚人の正体としてはルナパパはもう魚雷でいいって言ってましたよ。」と言う発言がある。
相模 天王（さがみ　あまの）
留奈の母で、ルナパパの元妻、離婚前の性は江戸前。留奈の幼少時代に夫に愛想尽かせて出て行ったことになっていたが、実際は自分や娘の相手をせず仕事に没頭していた不器用な夫を車で轢き、その罪で刑務所に十年間服役（「上等」）していた。地の性格は留奈と同じで、そのモードに入った留奈と意気投合する。留奈がアイドル歌手になったのは上述のように燦への対抗意識もあったが、本心は自分の姿をブラウン管越しに彼女に見て欲しかったからである。幼少時のルナを戦いの歌で遊んでいたことがあった。名前の由来は相模湾と天王星から。

## クラスメイト
銭形 巡（ぜにがた まわり）
声：広橋涼 / 森永理科
永澄の小学生からの幼馴染で学校の風紀委員。父親が警視総監でとても正義感が強い。燦から「お巡りさん」と呼ばれる。自分が正しいと思ったらどこまでも突き進む性格で少々暴走気味。その家柄から、登場初期は本能的に燦に恐れられていたが現在は解消された。陸上部所属で、それまで誰にも負けたことがなかった燦よりも足が速い。猫が好きで、近所でも「猫使い」として有名らしい。作中では、一度に猫達を笛一つでけしかけていた。運動神経は良いが、カナヅチ。口癖は「巡が社会の常識（ルール）教えてあげようか」。実は若くして非業の死を遂げた大昔の姫君「輪（まわり）姫」の末裔らしく、彼女の前世もその人である。また、その姫君にちなんで、銭形家の長女は"まわり"の名を継いでいる。サルとは前世からの繋がりがあるらしく輪廻転生を繰り返し命を奪いに来る宿敵。 昔から永澄の事が好きなのだが、幼い頃から一番身近にいるから意識しているにすぎず、しばしば永澄以外にも胸をときめかせる場面もあり、結構流されやすい。逆に女子に対しては、風呂でわいせつ行為をしたりと非常識で永澄曰く「おっさん」。永澄と並んで昔「カルタクイーン」と呼ばれていた事がある。一度燦の足が魚になると気付き追求したが、何か事情があると察し、また追求しようとした動機に自身の嫉妬心を感じてしまったため追求しなくなった。自分自身人魚になった際も、燦やその周りの人物が人魚であるということに気付いたようだが、夢だとごまかされ、それ以上追求していない。他の人魚とやり取りしている明乃を同性愛者だと誤解している。高校の進路は私立を狙っている。
アニメ版では自分の部屋が警察の一室のようになっている。将来は父親と同じように警視総監になると語っている。海が初登場したときには賄賂に心が動くことなく逮捕するなど原作より正義感が強い。その行動力や凛とした態度もあって、女子の代表的存在であり同性からの人気も高い。また、部活の顧問であるシャーク藤代と意気投合する様子も見せている。アニメでのホイッスルの「ブビビ〜」という音は声優のアドリブ。好きなタイプは「幼くかわいい子」（アニメ版のみの設定）。身長は148cm。
名前の由来は銭形平次。
不知火 明乃 明星（しらぬい あけの みょうじょう）
声：なし / 喜多村英梨
人魚試験のために学校に転校してきた修練剣士の少女。準ヒロイン。人間社会に溶け込めきれていない人魚を元にいた場所に戻すという仕事の裏で、上からの命令で密かに燦と永澄の結婚を阻止しようとしている。持っている剣は音叉剣「明星」。不知火家正統後継者の証として「明星」という名を受け継いでいるため、公式の際には「修練剣士不知火明乃明星」と名乗る。人魚化した姿は燦や留奈と同じく標準的な人魚タイプだが、鍛錬を積んでいるため、若干水がかかっても人魚に戻りにくくなっている。燦以外の魚人族では唯一、磯中の制服を着ている。生真面目で堅物。そのため予想外の状況に弱い。お化けが苦手であったり、体格で大幅に上回るうっちゃんが本能的に畏怖を感じる程に強く、剣の腕よりやや上。見た目に反して大食いで、酒に酔いやすく醒めやすい体質。口癖は「悩ましい」、座右の銘は「常在戦場」。話が進むにつれて、永澄や燦らに対して友情を感じるようになる。燦からはいつの間にか「明乃っち」と呼ばれるようになる。マーメイド喫茶ではメイド長（フロアチーフ）を務める。 好きな異性のタイプは“自分が太刀打ちできない強い男”で、その点燦と好みのタイプが似ている。そのため、燦を傷つけようとした天王山に永澄が殴りかかった時には、永澄に見惚れていた。人魚試験の修練剣士だった兄がいたが、10年前に瀬戸内海に行ったきり行方不明になっている。行方不明の兄を一族の恥と考えており自分の手で始末しようとしているのだが、内心では兄を求めている。その兄が実は現在の政である事には気付いていない。名前の由来は明けの明星=金星。八代海（不知火海）から来ている。
アニメ版では燦と永澄の結婚を阻止する命令を下す人物が源義魚に変更されており、義魚が貴族であるが為に、明乃も迂闊に逆らえなかったが、海王丸が義魚の海底御殿に乱入すると反旗を翻した。また、記憶を取り戻した政が明乃に兄である事を伝えようと試みたが、当の明乃は混乱状態に巻き込まれたショックで4歳児にまで幼児退行化していた為まともに認識すら出来ず、政を落ち込ませた。
猿飛 秀吉（さるとび ひでよし）
声：松本吉朗 / 矢部雅史
永澄の小学生からの悪友。あだ名は「サル」。気さくな性格で、燦とも初めて会った時にすぐに打ち解け、永澄の家で会った時に一目惚れしている。エログッズなどに詳しく、「エロ老師」や「エロエロ仙人」等の名前で呼ばれることもあり、興奮すると語彙が一気に増える。政とは妹萌えの仲間だが、政とは違い実の妹には特別興味は示さない、というより悟が”萌え”の対象にされることを完全に嫌がっている。成績はあまりよくない。 運動会で海から豪華な食事をもらってからは海の手下になり、殿と呼んでいる。当初は単なる金銭目当ての関係に過ぎなかったが、次第にそれを超えた友情が芽生えつつあり、海のフォローをする事も多い。また巡とは前世からの因縁があるらしく、どの場合も巡と敵対する立場にいる。基本的には永澄を裏切って逃げることが多い上に権威の大きい人間には手下になり下がったりとプライドはないにひとしい。だが、サーたんに人柱にされそうになっていた時には、自分の命を懸けて助けようとしたり、また、強盗に扮した政が悟を人質に取った際には、代わりに自分が人質になろうとする等、友達・妹思いでもある。 アニメ版では、数キロの距離を瞬時に移動するなどの超能力に近い力を発揮できる。また、女性の美少女力が測れる「サルアイズ」などが増えた。アニメ版では満潮家以外では唯一魚人の世界に行った人間（本人は気づいていない）。
名前の由来は猿飛佐助と豊臣秀吉から。
伊院千代（いいん ちよ）
声：後藤沙緒里 / 力丸乃りこ
巡の幼馴染で永澄のクラスの学級委員長。控えめで気弱なせいか、ぞんざいに扱われる事が多く、クラスの誰にも名前を知られていない。普段は眼鏡をかけて地味だが、眼鏡をはずすと美少女で意外とスタイルもいい。裸眼だとほとんど何も見えない。
永澄の事が好きで、一度眼鏡をはずした状態で永澄に告白しようとしたが、極度の近視が原因で失敗。好きな男性のタイプは「優しい男の子」。そのもう一度も告白しようとするが、誤って燦に告白してしまい、それを誤魔化す為に最後の女傑族（ラスト・アマゾネス）を名乗り、それがなし崩し的に定着してしまった結果、美人な素顔を晒す事が不可能になり、「一生眼鏡で生きてやる」と嘆く事に。ラスト・アマゾネス状態は普通の人扱いされていないため、委員長本人は嫌がっており、目立つとろくな事がないとも言っている。アニメ版では「報われぬ乙女の鬱屈したストレス」がラスト・アマゾネス変身のエネルギー源となっている。
最終話の最後でようやく本名が伊院千代（いいん ちよ）だと判明する（巡だけはその名を知っていた）。作者曰くアニメ版の出演声優達によって命名された。由来は「委員長」。
三河 海（みかわ かい）
声：なし / 小野大輔（幼少時代：梅里紗生）
三河湾の名家「三河家」の嫡男で日本一の持ちの息子。名古屋出身のため、「〜だぎゃ」などの名古屋弁が目立つ。 いつも海軍の軍服で日本刀を持ち歩いている。特技に剣術とあり、自称“海の世界最強の魚人剣術”だが、アニメではルナパパにあっさり刀を捕まれてへし折られている。幼少時は金目当てに言い寄ってくる大人のせいで人間不信になり引きこもっていた。唯一普通に接してくれた燦を運命の人と決めつけ、燦を追いかけて埼玉に転校してきた。昔は金嫌いだったが現在はすっかりブルジョワ思考。シャチの人魚であり、水をかぶるとシャチそのものになってしまう。 猫が苦手で、永澄が子猫を手に抱えて寄って行った時には刀を投げ捨てて逃げ出した。子供のころ祖父の仕事で就いて行き、サハラ砂漠で迷子になって以来広くて明るいところが苦手で、外に出るときも宇宙服を着用しないとパニックを起こして事実上行動不能になる。そのため移動する時は無断で建造した地下水路を潜水艦「海王丸」で移動し、所かまわず浮上、体育館やグラウンドを破壊している。
永澄をライバル視しているが、人魚化した巡を永澄と燦が元に戻すのに協力する等、敵対というほどではない。また、決闘の際にも（刀を持ってはいるが）お金に頼らず、正々堂々と勝負をする。アニメでは『友達に飢えている』部分が強調されている。特にアニメオリジナルエピソードの第24話はその部分を深く描写しており、これは続く第25・26話での永澄との共同戦線を成立させる為に当初から挿入する話であったと、シリーズ構成の上江洲誠は語っている。また衛星レーザーを発射したり、巨大永澄をロケットで宇宙に飛ばしたり、情報網を使って燦達の居場所を突き止める等、三河財閥の財力がアニメでは顕著になっている。歴史については意外に博学。アニメでも「日本海軍史」や歴史書を始業前に読んでいるなど勉強熱心。
明乃に人魚試験失格を言い渡されてからは監察処分になり、明乃のパシリになっている。名前の由来は三河湾から。
天王山
声：なし / 郷里大輔
磯野第三中学校に通う3年零組の不良。外見は『北斗の拳』の「ラオウ」のパロディで、喫茶店のマスターよりも年上に見える。パンドラの箱の32歳。背がかなり高く、他の面々が全身映っているときにも肩から上が切れていたりした。複数の取り巻きを引き連れて、メガネ狩りをしたり、メイド喫茶でたむろって店の雰囲気を悪くした上でチョコパを頼んだりする。留奈親衛隊を一瞬で倒したりルナパパの本気のパンチをもろにくらっても平気だったりと、人としてはかなり強い。永澄のことを「強敵（とも）」と呼んでいる。宿敵は最後の女傑族（ラスト・アマゾネス）=委員長で、これまでに2度敗れている。実は妻子持ち。娘がおり、名前は幸子。

## その他の登場人物
猿飛 悟（さるとび さとり）
声：なし / 金田朋子
秀吉の妹。任侠映画好きの女の子。映画館の事故の際、永澄に助けられて以来、永澄に惚れている。。同じ任侠好きの燦とは仲が良く、任侠好きなのでR（リアル）・任侠の豪三郎を見て気に入った様子である。兄の秀吉とは些細な事で喧嘩しているが、仲が悪いわけではなく兄妹のじゃれあいのようなもの。ブン太・ウィリスのファン。最初は永澄の事を永澄ウィリスと呼んでいたが、永澄がそれを嫌がったため、呼び捨て→お兄ちゃん→呼び捨てとなっている。
ガンガンウイング付録の単行本に父親は登場しており、満潮父の会社の同僚らしい。
釜田（かまた）
声：なし / 眞嶋リョウ
留奈のマネージャー。女口調。人魚古代歌詞を知っており、戦いの詩や眠りの詩が効かなかったり、極道懇親会にも参加していたり、人魚と何らかの関係がある様子。
釜田スギ夫
番組プロデューサー。釜田の双子の弟。兄と比べると強引な手段を用い、やらせもスキャンダルすれすれの企画も多い。二人とも外見はそっくりだが釜田は楕円形のメガネでスギ夫は四角いメガネをしている。
ボブ・マイケル
声：なし / 立花慎之介（ボブ）、平尾健太郎（マイケル）
留奈のガーディアで双子の黒人ボディーガード風。ボブは左目の下に泣きぼくろがある。ルナパパと同じく太平洋から来た外国人（魚）。
剣士長
声：なし / 一条和矢
明乃の上司。リュウグウノツカイの人魚。喫茶店の一件で無理に手品をさせられ、それがスギ夫の目に留まった結果、マジシャンデビューさせられた。燦と永澄の結婚を防ぐという任務達成のために永澄を抹殺する事も許可したが、それは上からの命令であって、実際は思いやりのある優しい性格。修行時代の明乃に1度「女人の裸が」と言われ、瞬時に反応を示した事から、あまり真面目な性格で魚人状態では空を飛ぶことも可能。明乃の兄・政とは剣士長曰く“友人”という関係にあるようだ。アニメ版最終話では明乃が義魚一味相手に暴れ回った事に対して「兄そっくりだぜ」とぼやいている。その職業においての洞察力も優れており、政が明乃の兄と同一人物だと疑い、瀬戸内組を訪れたことがある。豪三朗に殴られて以来、政と同じ記憶喪失となり政の舎弟（銀）にされてしまった。そのさい頭をそり、サングラスをかけた。。この一件により燦は政たちの秘密を知る事となる。ただし明乃は気づかず行方不明扱いになっている。こちらは、政とは逆に最後まで正体はバレなかった。
源 義魚（みなもとの よしうお）
声：なし / 浪川大輔
原作
ナマズ。京都ダンジョンに住む貴族で源義経の子孫。修学旅行中、京都ダンジョンで会う。燦のファンで燦に抱きついて永澄に押し退けた事ともあって、永澄と別れさせようとし、飼っている超巨大ウツボのうっちゃんと勝負させるが、命を懸けた状況にあっても燦を諦めない永澄のガッツを目の当たりにして永澄を認めた。
アニメ版
原作とは外見も性格も異なる。最終エピソードとなる25・26話に、瀬戸内三尾ビーチ沖の海底御所に住む青年魚人として登場する。ハンサムだが極めて軽薄な性格で、特に女ったらし。貴族の財力を背景に、享楽の限りを尽くしている。魚人界でも悪い噂が多いが、知恵が非常に回り、貴族の権力を狡猾に利用。このため役所も迂闊に手を出せずにいる。以前から燦に目をつけており、永澄と燦を別れさせようと剣士長や明乃に命令を下していた黒幕でもある。明乃を使った工作が失敗したため、園遊会という名目で瀬戸内組を呼び出し燦もろとも拉致・監禁。薬を使い燦の意思を奪った上で結婚しようとしていたが、永澄らの活躍によって成敗。更に剣士長によって今までの所業が京都へ報告され、正体が不細工のナマズだったので親衛隊達にも飽きられる。
サーたん
声：なし / 恒松あゆみ
瀬戸内海に住む海藻系の人魚。髪を自由に動かせ、天井にくっついたり相手に攻撃したりできる人魚。髪を自由に動かせ、天井にくっついたり相手に攻撃したりできる。燦や永澄と同年代であるが、燦を教職という立場から守るためと、永澄と同じ生徒が嫌という理由で、見た目が大人っぽいこともあり、豪三郎と政を脅迫し2年1組の副担任兼英語の教師として学校に潜入。燦以外のすべての存在をマゲッツと呼び、見下しているが、唯一委員長には協力的。また、生徒には厳しいが、生徒を傷つけようとする外敵に対しては「先生」として自ら前に出て守るという一面もある（また、このことがきっかけになって2年1組の生徒から信頼をおかれるようになった）。本来は人をからかったり状況を悪化させて困っているのを端から見て楽しむ愉快犯的な性格。自分に非があれば素直に認めるが、それすらもネタにしようとする。目的のためには手段を選ばず、時には燦さえも巻き込むことがある。興味のないものにはとことん興味がない。海草系の人魚だが、水に濡れると足が魚の尾びれになる。苦手なものは「人付き合い」。名前の由来はSaturn=土星。また、上記の通り貞子や上官の呼称であるSir（サー）の意味も含んでいる。
アニメでは自身の騒動の後、教師にはならず、瀬戸内に帰っている。その為、1話限りの登場となっている。
駿河 由比 輝（するが ゆひ てる）
通称ユピテル。明乃の士官学校時代の同窓生で海の役員「魚WAT」の准尉。明乃のことをお姉さまと慕っており、同性愛の感情を抱いている。仕事が遅延している明乃を心配して独断で燦をさらおうとしたが失敗しており、以後学校の警備員として滞在しているが、部外者である丸子を普通に通していたりなどあまり役目をはたしていない。設定上海外の学校を飛び級で卒業している。一度ジェンダーXによって男になったことがあったが元々女らしくなかったため、ほとんど変化がなかった。当初は燦と直接的な関わりを持たなかったためか永澄を襲うことはなかったが、「燦と永澄を別れさせる」という任務を遂行しようとする明乃が彼にプロポーズしたことから、彼を拷問（未遂）にかけたことがある。
駿河家の正統の証「輝」の名を継いでいる。なお、一部で「テル」の漢字が「照」になっていたが、由比輝が正しい。名前の由来はJupiter=木星。駿河湾から来ている。なお、湾内に「由比」の地名が存在する。
蒔・百合
明乃の弟子。燦と永澄を別れさせる為に永澄らの中学校に潜伏する。
緒呆突丸子（おほーつくまるこ）
蕗と共にやってきたミポポ教のシスター。父親は体が悪く引退しているため瀬戸組とは同盟関係にある緒呆突組組長。自称「愛の伝道師」でいつも愛を説いたりしているのだが、丸子のせいで人が友のために犠牲になるのも愛の内と言っていたり、ルナパパが自分の攻撃の2次災害で首を吊っていても助けようとせず、死体の処理の方を考えるなど、まったくもって平和的ではない。幼い頃に療養で瀬戸内に過ごしており、燦とは幼馴染だが、燦はルナ同様最初彼女の事を忘れていた。療養はしていたものの完全には体が治ったわけではなく、すぐに血を吐く。本当は元来仲間の危険を回避しようとする正義感の強い性格。
能力は燦同様に人魚古代歌詞で、人魚古代歌詞を打ち消す詩や人を洗脳する詩を歌う事ができる。
名前はオホーツク海から。
蕗（ふき）
北海道からきた巻の双子の妹。しかしこの名前は北海道に移り住んでから丸子につけてもらった名前で、幼少時、巻からは「巻2号」と呼ばれていた。姉である巻は、妹の名前をすっかり忘れていた。
主である丸子に絶対の忠誠を誓い、病弱な丸子のボディガードを勤めている。幼い頃に巻により酷い仕打ちを受けてきたせいもあって巻とは仲があまり良くなく、巻に対して攻撃する事になんのためらいもないが、決して呼び捨てにはせず「姉さん」と呼ぶ。
巻同様にソフビ人形サイズだが巻貝は持っておらず、代わりに物体を切り裂く事も可能な蕗と民族風の剣を携帯し、村（コタン）で身につけた様々な氷の技を駆使する。普段は丁寧語で上品な性格。巻相手だと人格が豹変し、一気に攻撃的になるが、一応和解が成立している。また、現在は巻同様委員長に写真を撮ってもらって「フキたん」としてネットアイドルに祭り上げられている。
天羅
魚人の天帝で、巻と同じぐらい大きさ。最初は永澄にしか見えなかったが、後に他の人にも見えるようになった。名前の由来は地球（テラ）

### 「放課後ラブハーツ」の登場人物
「放課後ラブハーツ」は、瀬戸の花嫁にアニメ20話に登場したギャルゲー。原作でも放課後ラブハーツは出てるものの主人公が秋春ということだけで、他のキャラは属性のみで名前は一切でない。声優はアニメ20話ではノンクレジットだったもののドラマCDで発売された際、表記された。
日渡秋春
声：矢部雅史
放課後ラブハーツの主人公。高校1年生。朝が弱いようでいつも目覚ましでは起きないで妹の冬夏に起こしてもらっているようだがそれでも起きない。本人いわく「眠りはマリアナ海溝より深い」らしい。普段からかなりだらしないようで皆口をそろえて「シャンとしてない」と言う。ほのか先生を見ると口説きにかかり、そのたびに「アホォ」と言われているようだ。よくバーバレラのせいで大変なめにあっている。Z俺ダムを見ている時は周りの声は一切聞こえなくなる。携帯電話のメール受信音は、本家のサブタイトルに使用されているBGMを設定している。
日渡冬夏
声：喜多村英梨
秋春の妹。中学生だがそれよりも幼く見える。頭に大きなリボンをつけている。だらしない兄の面倒をいつもみていて、それでいて自分の事もしっかりとしている、よくできた妹。家事が好きらしく料理から掃除まで毎日こなしている。かなり涙もろい。少し世間の常識をしらないところがある。秋春は口うるさく感じている。ちなみに冬夏の女装を担当したのは政。
穂坂みずき
声：野川さくら
日渡家の隣に住む秋春の幼馴染。髪は金髪でツインテール。口癖は「はっちゃー」。秋春と同じクラス。いつも眠りは9時間以上とらないと調子が悪いらしく日曜は昼になっても起きない。お昼が過ぎてから空腹で眼がさめるらしい。秋春は自分がついていなきゃだめだと思っているようで飴か鞭かと言われたら飴というかんじ。素直なのか周りのいう事をすぐにまにうけてしまう。ちなみにみずきの女装を担当したのはルナパパ。
桐生夕妃
声：桑谷夏子
風紀委員長。秋春と同じクラス。考えるよりもまず体が動くタイプで男子の喧嘩を止めようと喧嘩に飛び込む。武術家らしく常に神経をとぎすませていて、毎日修行をしているようだ。毎朝秋春の顔を見るたびに不機嫌そうな顔をし悪口なるが秋春のことをよく理解している。飴か鞭かと言われたら鞭。一部にファンが多い。
エティエンヌ・ローラン・ド・バーバレラ
声：桃井はるこ
突然皆の目の前で秋春の上に落ちてきた猫耳の女の子。好物は鯛焼きのようだ。その際パンツを見られたと言うことで秋春のことを「エッチ人間」とよぶ。よく騒ぎをおこし夏休みで市民プールに行くはずが遭難したり、文化祭で巨大ロボバトルなどがあった。言葉に「ニャ」がつく。龍一郎に言われてルーマニアから日本に来た。ほとんどの罪は死刑だと思っている。冬夏と意気投合して日渡家に住むことになった。その次の日秋春のクラスになぜかアイルランドからの留学生としてやってきた。猫耳と尻尾は実際にくっついており痛みなどを感じる。女性のヒットマンに狙われたことがある。ちなみにバーバレラの女装を担当したのは豪三朗。
仙波タケシ
声：水島大宙
かなりの早口で大げさしゃべるオタクの解説キャラ。秋春と同じクラスで悪友的存在。ほとんどの会話で話すときキーボードをたたいている。馬鹿にみえるが勉強もスポーツもできるので黙っていればもてるタイプ。いつもノートパソコンを持ち歩いている。
宮前ほのか
声：並木のり子
保健室の先生。生徒達の悩み事や相談を真剣に聞いてくれて、アドバイスをくれる先生。
日渡龍一郎
声：子安武人
秋春、冬夏の父。手紙での第一声は「元気ですかーっ！」で毎度寒いギャグを言う。特徴的な汚い字と書く。中学、高校生にラム酒を送ってくるバカな親。かなり自己主張が強い。
桐生鬼丸斎之新・羅刹
声：伊丸岡篤
夕妃の父。夕妃いわく「岩を砕き、落ちた針の音を聞き分ける」ことができる。かなり暑苦しいが娘の一言で崩れることもばしば。
穂坂里名
声：力丸乃りこ
みずきの母。たまに秋春、冬夏を夕食に呼ぶ。冬夏をたいへん気に入っており一緒に料理するのが楽しみになっている。少しドジ。誤解したり誤解をまねく発言をする。かなりゲーム好きで現実がゲームの世界みたいになるのを望んでいる。涼宮ハルヒに関係したワードが何度か出てくる。